# Винтервил (Северна Каролина)
Винтервил (енгл. Winterville) град је у америчкој савезној држави Северна Каролина.

## Демографија
По попису из 2010. године број становника је 9.269, што је 4.478 (93,5%) становника више него 2000. године.
| Група             | 2000.         | 2010.         |
| Белци             | 2.813 (58,7%) | 5.652 (61,0%) |
| Афроамериканци    | 1.838 (38,4%) | 2.933 (31,6%) |
| Азијати           | 39 (0,8%)     | 199 (2,1%)    |
| Хиспаноамериканци | 49 (1,0%)     | 309 (3,3%)    |
| Укупно            | 4.791         | 9.269         |